# Gulli
Gulli er en fransk tv-kanal grundlagt 18. november 2005. Kanalens primære målgruppe er børn og den sender både game-shows, serier og tegnefilmserier.